# إنسو كيم بيرج
إنسو كيم بيرج (بالإنجليزية: Insoo Kim Berg)‏ عالمة علاج نفسي كورية أمريكية، وُلدت في كوريا في 26 يوليو عام 1934. تُعد رائدة في مجال العلاج المتمركز حول الحل، أحد أحدث الأساليب العلاجية المختصرة التي تتجه مُباشرة نحو الهدف النهائي الذي يسعى له العميل وهو الوصول إلى التوافق النفسي والاجتماعي مع الذات ومع البيئة المحيطة. في 1978، أسست مع زوجها ستيف دي شازر مركز العلاج الأسري بمدينة ميلواكي بولاية ويسكونسن الأمريكية. أثرت في مجالات العلاج النفسي والاستشارات والإشراف والتدريب عبر تطبيق مفاهيم مثل التوجه نحو الموارد والعلاج المختصر. وتُوفيت في ميلواكي بولاية ويسكونسن في 10 يناير 2007.

## مؤلفات
- Berg, Insoo Kim, and Scott Miller. Working with the Problem Drinker: A Solution-focused Approach. New York: Norton, 1992.
- Berg, Insoo Kim, Family-based Services: A Solution-focused Approach. New York: Norton, 1994.
- De Shazer, Steve and Insoo Kim Berg, "The Brief Therapy Tradition." In: John H. Weakland, and Wendel A. Ray (eds.) Propagations: Thirty Years of Influence From the Mental Research Institute. Binghamton, NY: The Haworth Press, 1995, pp. 249–252.
- De Jong, Peter & Insoo Kim Berg. Interviewing for Solutions. Pacific Grove, Calif.: Brooks/Cole, 1997.
- Berg, Insoo Kim & Susan Kelly. Building Solutions in Child Protective Services. New York: Norton, 2000.
- Berg, Insoo Kim & Yvonne M. Dolan. Tales of Solutions: A Collection of Hope-inspiring Stories. New York: Norton, 2001.
- Berg, Insoo Kim & Peter Szabó. Brief Coaching for Lasting Solutions. 2005.
- Berg, Insoo Kim, More than Miracles: The State of the Art of Solution-Focused Brief Therapy. 2007.